# Celaenorrhinini
Los celenorrininos (Celaenorrhinini) son una tribu  de lepidópteros ditrisios  de la subfamilia Pyrginae dentro de la familia Hesperiidae.

## Géneros
| - Alenia - Celaenorrhinus - Eretis - Katreus | - Loxolexis - Pseudocoladenia - Sarangesa - Triskelionia |